# Isobel (canción)
«Isobel» es el segundo sencillo extraído del álbum Post de la artista islandesa Björk. La canción describe a una chica primitiva que parece ser una personificación de la Madre Naturaleza, y que trata de advertir al mundo tecnológico sobre sus peligros potenciales. Björk escogió el nombre Isobel ya que derivaba de Isolated que en inglés quiere decir "aislada". La música se compone de potentes cuerdas, ritmos electrónicos y una introducción influenciada por la jungla. 
El tema es una continuación de la canción Human Behaviour. La canción Bachelorette en el álbum Homogenic es la continuación de "Isobel" y la que culmina la saga. En el videoclip de "Bachelorette" al principio se ve un libro en el que pone "My Story: Isobel goes to the city" haciendo una clara referencia a "Isobel". La letra en ambos temas corrió a cargo del poeta islandés Sjón
En el tema se escucha la frase "Moth delivers her message/Unexplained on your collar" ("La polilla deja su mensaje/Inexplicable en tu collar"), que hace referencia a una polilla que se posó sobre la camiseta favorita de Björk. Björk llevó la camiseta puesta todo el día, incluso se la quitó para nadar, pero la polilla se quedó posada sobre la camiseta.

## Videoclip
El surrealista video de Isobel fue dirigido por el director francés Michel Gondry. El vídeo fue grabado en blanco y negro. En él, Björk aparece tocando un piano lleno de tuberías que lo llenan de agua. Unos niños juegan en el agua y llevan antifaces. Más tarde Björk está tumbada al lado de un río con un vestido con luces. Ella coge algunas de las luces y las planta en el suelo; de ellas crecen aviones que salen al exterior y vuelan. Al mismo tiempo, varios rascacielos crecen del suelo y a veces están cubiertos por cucarachas. Björk también aparece por el campo, sobre una montaña y al lado de un río.

## Lista de canciones
UK CD1

1. «Isobel» - 5:48
2. «Charlene» - 4:45
3. «I Go Humble» - 4:46
4. «Venus as a Boy» (Clavicordio) - 2:13

UK CD2

1. «Isobel» - 5:48
2. «Isobel» (Deodato Mix) - 6:11
3. «Isobel» (Siggtriplet Blunt Mix) - 4:50
4. «Isobel's Lonely Heart» (Goldie Remix) - 8:09

UK CD Promo

1. «Isobel» (Radio Edit) - 3:38
2. «Isobel» (Radio Edit) - 3:08

UK Vinilo 12"

Cara A
1. «Isobel's Lonely Heart» (Goldie Remix)

Cara B
1. «Hyperballad» (Robin Hood Riding Through The Glen Mix)

EUR CD1

1. «Isobel» - 5:47
2. «Charlene» - 4:44

EUR CD2

1. «Isobel» - 5:47
2. «Isobel» (Deodato Mix) - 6:09
3. «Isobel» (Siggtruplet Blunt Mix) - 4:49
4. «Isobel Lonely Heart» (Goldie Mix) - 8:09

GER CD Promo

1. «Isobel» (Radio Edit) - 3:38
2. «Isobel» (Radio Edit) - 3:08

FRA CD

1. «Isobel» - 5:46
2. «Isobel» (Deodato Mix) - 6:09
3. «I Go Humble» - 4:44
4. «Sweet Intuition» - 4:42

FRA CD Promo

1. «Isobel» (Radio Edit) - 3:35
2. «Isobel» (Radio Edit) - 3:08

FRA CD Promo

1. «Isobel» (Deodato Mix Edit) - 4:10
2. «Isobel» (Radio Edit) - 3:35

FRA Vinilo 12" (1)

Cara A
1. «Isobel» (Dim's Enchanted Forest) - 9:31

Cara B
1. «Isobel» (Transfunk Mix) - 8:40
2. «Isobel» (LN's Remix) - 6:40

FRA Vinilo 12" (2)

Cara A
1. «Isobel» (Dim's Ol' School Instrumental) - 7:35

Cara B
1. «Isobel» (Dim's Hi Contact French Touch) - 7:24

EEUU CD Promo

1. «Isobel» - 5:49